# Wilson Tadeu Jönck
Wilson Tadeu Jönck SCJ (ur. 10 lipca 1951 w Vidal Ramos) – brazylijski duchowny katolicki, sercanin, arcybiskup Florianópolis od 2011.

## Życiorys
17 grudnia 1977 otrzymał święcenia kapłańskie w Zgromadzeniu Księży Najświętszego Serca Jezusowego. Po święceniach został rektorem zakonnego seminarium w Rio Negrinho, a następnie pracował w Brusque. W 2000 został proboszczem w Joinville, a niedługo później został mistrzem nowicjatu w Jaraguá do Sul.
11 czerwca 2003 został mianowany biskupem pomocniczym archidiecezji Rio de Janeiro ze stolicą tytularną Gemellae in Byzacena. Sakry biskupiej udzielił mu ówczesny arcybiskup Rio de Janeiro - Eusébio Scheid.
26 maja 2010 został mianowany biskupem diecezji Tubarão. 18 lipca 2010 kanonicznie objął urząd.
28 września 2011 papież Benedykt XVI mianował go ordynariuszem archidiecezji Florianópolis zastępując na tym stanowisku abp. Murilo Kriegera, wybranego prymasem Brazylii. Ingres odbył się 15 listopada 2011.